# Live from Las Vegas (video)
Live from Las Vegas je četrti DVD pop pevke Britney Spears, izdan 22. januarja 2002. Posneli so ga med letoma 2001 in 2002, ko je bila Britney Spears na turneji Dream Within a Dream Tour, snemali pa so koncerte v areni MGM Grand Garden v Las Vegasu. Na enem koncertu je Britney Spears izvedla šestnajst pesmi ter mnogo plesnih točk, večkrat pa je tudi zamenjala kostum. Posnetke so v originalu objavili na kanalu HBO.
DVD je takoj ob izidu postal najbolje prodajani DVD v Združenih državah Amerike, kar je ostal še šest tednov in kasneje prejel dvakratno platinasto certifikacijo. Platinasto certifikacijo je prejel tudi v Franciji. Po svetu je DVD prodal 2.000.000 kopij izvodov.

## Vključeno v DVD

### Tehnični dodatki
- Podnapisi na voljo: Angleščina
- Avdio pesmi na voljo: Angleščina (Dolby Digital 5.1), Angleščina (Dolby Digital 2.0 Stereo)

### Vsebina
1. »Dekle s svetilko & v mehurčku (uvod)«
2. »Oops!... I Did It Again«
3. »(You Drive Me) Crazy«
4. »Uvod«
5. »Overprotected«
6. Skupaj:
  1.  »Born to Make You Happy«
  2.  »Lucky«
  3.  »Sometimes«
7. »Boys«
8. »Stronger«
9. »I'm Not a Girl, Not Yet a Woman«
10. »I Love Rock & Roll«
11. »What's It's Like to Be Me«
12. »Lonely«
13. »Predstavitev glasbene skupine«
14. »Don't Let Me Be the Last to Know«
15. »Video uvod v pesem 'Anticipating'«
16. »Anticipating«
17. »I'm a Slave 4 U« (uvod)
18. »...Baby One More Time« (samo del)

### Dodatki na mednarodnih različicah
- »I'm a Slave 4 U« (videospot)
- »Overprotected« (videospot)
- »I'm Not a Girl, Not Yet a Woman« (videospot)
- Več kot dekle (napovednik)

## Nagrade
| Leto | Nagrada | Kategorija                                                                                                | Osvojila? |
| ---- | ------- | --- | --------- |
| 2002 | Emmy    | Izstopajoča tehnična direkcija, delo s kamero v videospotu, miniseriji, filmu ali televizijski specijalki | Da        |

## Dosežki in certifikacije
| Lestvica                                             | Organizacija(e) | Dosežek | Certifikacije | Prodaja  |
| ---------------------------------------------------- | --------------- | ------- | ------------- | -------- |
| Billboardova lestvica prodaje najboljših videospotov | Billboard/RIAA  | 1       | 2x Platinasta | 200.000+ |
| Mehiška lestvica videospotov                         | AMPROFON        | 1       | Zlata         | 10.000+  |
| Avstralska lestvica glasbenih DVD-jev                | ARIA            | 1       | Platinasta    | 15.000+  |